# Xenosmilus hodsonae
Xenosmilus hodsonae (dal greco Xenos, "strano" + Smilos, "coltello") è il nome dato ad alcuni resti fossili attribuiti a una specie di felide estinta, scoperta nel 1983 (1981 da alcune fonti), e vissuta nel Pleistocene in Florida.

## Il "gatto-panda"

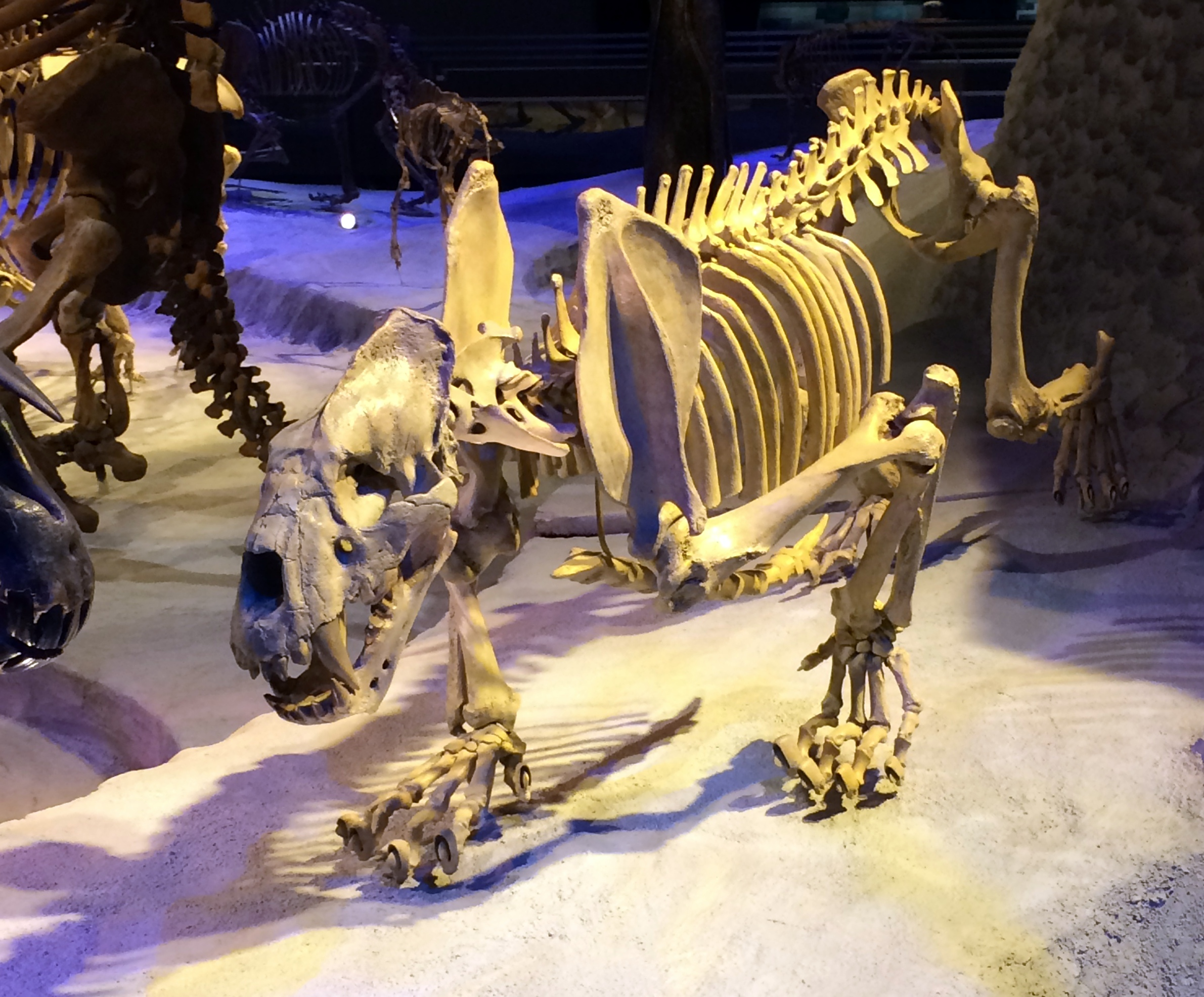
Scheletro di Xenosmilus hodsonae

Questo animale fa parte delle tigri dai denti a sciabola (Machairodontinae), ma alcune sue caratteristiche lo rendono unico. Per prima cosa, Xenosmilus sembra contenere tratti di entrambi i gruppi di tigri dai denti a sciabola, ovvero Homotheriini e Smilodontini: come i primi, possiede zanne piuttosto corte e robuste, ma come Smilodon e i suoi affini il corpo è decisamente massiccio, così come le zampe.
Le caratteristiche bizzarre di questa specie non finiscono qui: al contrario degli altri felidi, sembra che Xenosmilus fosse plantigrado (come gli orsi); l'andatura dell'animale, quindi, doveva essere abbastanza goffa se rapportata a quella dei suoi parenti.
L'ultima stranezza di questa "tigre" riguarda la zampa anteriore: essa è dotata di un vero e proprio pollice, quasi opponibile, dotato di un grande artiglio. Gli altri felidi posseggono un "pollice" più corto e maggiormente angolato, simile alle altre dita. Per queste ragioni, alcuni studiosi lo hanno soprannominato "gatto-panda".

## Dimensioni
Xenosmilus hodsonae era un animale di  medie dimensioni, alto poco più di un metro, con una lunghezza compresa tra 1,7-1,8 m e con un peso intorno ai 230-400 kg.